# L'Attaque de San Cristobal
Pour plus de détails, voir Fiche technique et Distribution.
L'Attaque de San Cristobal (The Pirates of Blood River) est un film britannique réalisé par John Gilling, sorti en 1962.

## Synopsis
Au XVIIe siècle, une île peuplées de colons huguenots est attaquée par des pirates sans foi ni loi. Dirigée par Jonathon Standing, un noble exilé par son père à la suite d'une offense, cet îlot recèlerait un fabuleux trésor. L'armée de pirates envahit le paisible village et commence le pillage.

## Fiche technique
- Titre français : L'Attaque de San Cristobal
- Titre original : The Pirates of Blood River
- Réalisation : John Gilling
- Scénario : Jimmy Sangster, John Gilling & John Hunter
- Musique : Gary Hughes
- Photographie : Arthur Grant
- Montage : Eric Boyd-Perkins
- Production : Anthony Nelson Keys
- Sociétés de production : Columbia Pictures & Hammer Film Productions
- Société de distribution : Columbia Pictures
- Pays : Royaume-Uni
- Langue : Anglais
- Format : Couleurs - Mono - 35 mm - 2.35:1
- Genre : Aventures
- Durée : 87 min
- Affiche : Boris Grinsson (France)

## Distribution
- Kerwin Mathews (VF : Bernard Woringer) : Jonathon Standing
- Glenn Corbett (VF : Jacques Deschamps) : Henry
- Christopher Lee (VF : Jean-François Laley) : Le capitaine LaRoche
- Andrew Keir (VF : Michel Gatineau) : Jason Standing
- Michael Ripper (VF : Albert Augier) : Mack
- Peter Arne (VF : René Bériard) : Hench
- Marla Landi (VF : Sophie Leclair) : Bess Standing
- Oliver Reed (VF : Claude Bertrand) : Brocaire
- David Lodge : Smith
- Desmond Llewelyn (VF : Marcel Lestan) : Tom Blackthorne (non crédité)
- Jerold Wells (VF : Jean Clarieux) : Le chef des surveillants de la colonie pénitentiaire
- Dennis Waterman (VF : Patrick Dewaere) : Timothy Blackthorne
- Marie Devereux : Maggie Mason (non créditée)
- Michael Peake (VF : Henry Djanik) : Kemp

## DVD
- États-Unis :

Le film est sorti en Zone 1 NTSC dans un coffret.
- Icons of Adventure : The Pirates of Blood River (Coffret 2 DVD) (4 films) sorti le 10 juin 2008 chez Sony. Le film est présenté au format d'origine 2.35:1 panoramique anamorphique 16:9. L'audio est en anglais et français mono avec sous-titre anglais et français. Les copies ont été remastérisées. En supplément un commentaire audio du scénariste Jimmy Sangster, bande annonce originale, un dessin animé et le premier épisode du serial "The Great Adventures of Captain Kidd". ASIN B0016KCCCC